# 3001 (альбом)
3001 — двадцать девятый альбом бразильской рок-певицы Риты Ли, выпущенный в 2000 году. Он включает в себя песню, написанную Ритой Ли в сотрудничестве с Томом Зе, также названную «3001».

## Об альбоме
| Оценки критиков | Оценки критиков |
| Источник        | Оценка          |
| --------------- | --------------- |
| Allmusic        | [ 1 ]           |

Электронная и психоделическая песня «3001», давшая название альбому, стала результатом партнерства Риты Ли и Тома Зе. Они познакомились на шоу MTV Brasil, которое собрало на сцене некоторых музыкантов-тропикалистов. По этому случаю она попросила Тома написать текст, который стал бы продолжением песни «2001», записанной Os Mutantes в 1960-х годах.
Считавшийся «музыкальной машиной времени», 3001 был назван «Лучшим рок-альбомом» на Grammy Latino 2001.

## Тур
3001 Tour был полон новинок. В концерты были включены песни, не входящие в репертуар. Однако старые хиты не были проигнорированы. По словам певицы:
«Есть песни, которые почти никогда не игрались вживую, некоторые жемчужины, такие как Сторона Б всех дисков, которые я записала за эти 33 года в пути, которые часто были затменены песнями, имевшими успех, например: „O Futuro me Absolve“ из периода Tutti Frutti — действительно хорошая песня с очень свежими текстами, которую у меня никогда не было возможности спеть вживую. Я понимаю, что публике тоже нравится слушать хиты и мы сделаем некоторые из них с новыми аранжировками.»
Выступление также стало особенным в конце года на бразильском канале Rede Bandeirantes. В нём было несколько хитов из нового альбома: «Você Vem», «Erva Venenosa» и «O Amor Em Pedaços». В специальном выпуске 3001 приняли участие Каэтану Велозу, Зелия Дункан, Pato Fu и Паула Толлер.

## Список композиций
| №   | Название                                                   | Автор(ы)                                            | Длительность |
| --- | ---------------------------------------------------------- | --------------------------------------------------- | ------------ |
| 1.  | «3001»                                                     | Рита Ли, Роберто де Карвальо, Том Зе                | 5:26         |
| 2.  | «2001»                                                     | Ли, Том Зе                                          | 4:30         |
| 3.  | «Você Vem»                                                 | Ли, Карвальо                                        | 4:29         |
| 4.  | «Erva Venenosa (Poison Ivy)»                               | Джерри Либер и Майк Столлер, Россини Пинто (версия) | 3:58         |
| 5.  | «Mentiras»                                                 | Карвальо                                            | 3:20         |
| 6.  | «Rebeldade»                                                | Ли, Бето Ли                                         | 2:39         |
| 7.  | «Pagu» (совместно с Зелией Дункан)                         | Ли, Зелия Дункан                                    | 3:54         |
| 8.  | «O Amor Em Pedaços» (совместно с Джоном и Фернандой Такаи) | Фернанда Такаи, Джон                                | 4:15         |
| 9.  | «Cobra»                                                    | Ли, Карвальо                                        | 4:35         |
| 10. | «Entre Sem Bater»                                          | Ли                                                  | 3:59         |
| 11. | «Aviso aos Meliantes»                                      | Итамар Ассумпао, Карвальо                           | 4:38         |
| 12. | «História Sem Fim»                                         | Ли, Карвальо                                        | 4:21         |

## Сертификации
| Регион                                                       | Сертификация | Продажи  |
| ------------------------------------------------------------ | ------------ | -------- |
| Бразилия (ABPD)                                              | Золотой      | 100 000* |
| * Данные о продажах приведены только на основе сертификации. |              |          |